# Téo Dornellas
Téo Dornellas é um instrumentista brasileiro, conhecido por suas atuações junto à músicos e artistas cristãos, como PG, David Quinlan e Thalles Roberto.

## Biografia
Aos treze anos na cidade de Araçatuba iniciou sua carreira como músico, tocando em igrejas e formando algumas bandas. Dois anos mais tarde, trabalhava com banda Kadoshi, uma das mais notórias da época, onde atuou por oito meses. Mais tarde, dedicava-se ao rock instrumental.
Após estudar, lecionar música e atuar no rock instrumental, Dornellas começou a trabalhar com PG, na época recentemente ex-vocalista do Oficina G3, trabalhando em seu álbum de estreia, Adoração, que recebeu disco de ouro da ABPD e nos discos seguintes. Em 2008, trabalhou com o baterista Lufe em seu projeto solo, Drummed of Classics.
Em 2010, foi convidado por David Quinlan para integrar a sua banda, mas como teve dificuldade para se mudar para Belo Horizonte, acabou a não atuar com o músico.
Atualmente toca junto a sua banda de Rock Gospel ''New ID'' e também em conjunto a Banda Novo Som.